# مارتین اشترمفل
مارتین اشترمفل (آلمانی: Martin Strempfl؛ زادهٔ ۱ اوت ۱۹۸۴) تیرانداز اهل اتریش است.